# Helene (Tegtmeyer)

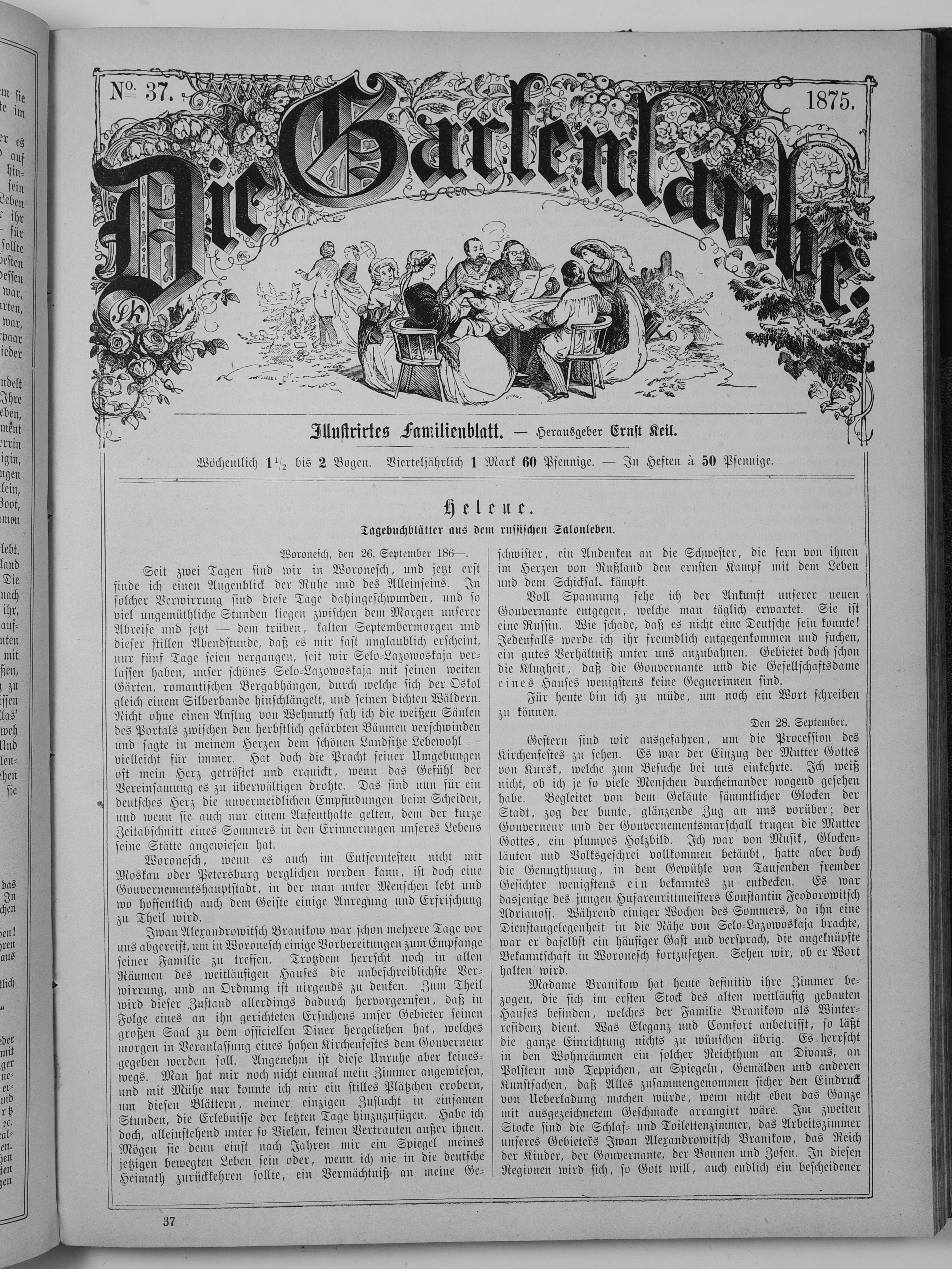
Die erste Seite des Romans in der „Gartenlaube“

Helene. Tagebuchblätter aus dem russischen Salonleben ist ein Roman (Tagebuchroman, Gesellschaftsroman, Künstlerroman, Liebesroman), den Emilie Tegtmeyer 1875 in der Familienwochenschrift Die Gartenlaube veröffentlicht hat (Nummern 37–46). Die Buchveröffentlichung folgte 1882 im Alfred Kröner Verlag, Stuttgart.
Der Roman erzählt die Geschichte der jungen deutschen Pianistin Helene Heimrich, die als Gesellschafterin bei einer reichen russischen Familie lebt und, als ein heimliches Liebespaar in ihrem Umfeld getrennt werden soll, selbst in den Strudel der Intrigen gerät.

## Handlung
Ort der Handlung ist zunächst die russische Stadt Woronesch, die Zeit die 1860er Jahre. Helene Heimreich, eine talentierte Pianistin, die aus Deutschland stammt, lebt als Gesellschaftsdame bei der reichen Familie Branikow, die soeben von ihrem Landsitz in die Stadt zurückgekehrt ist. Die Branikows, das sind der ebenso strenge wie bigotte Iwan Alexandrowitsch, seine nicht minder bigotte, aber leidenschaftlich musikinteressierte Gattin Zenaïde Petrowna, sowie ihre Töchter Juliette und Alexandra. Ein weiteres wichtiges Mitglied des Haushaltes ist die neue Gouvernante, die undurchsichtige und intrigante junge Olga Nikolajewna.
Im Theater verliebt Helene sich auf den ersten Blick, ohne auch nur mit ihm zu sprechen, in Alexis Gregorowitsch Hirschfeldt, den Dirigenten. Dem gutaussehenden Alexis hängt der Ruf an, ein Schürzenjäger zu sein, was Helenes anfänglichem Glücksgefühl sogleich einen Dämpfer aufsetzt.
Zu den Freunden des Hauses Branikow zählen der General Adrianoff, seine Frau und ihr Sohn Constantin Feodorowitsch. Ein weiteres Mitglied der Familie Adrianoff, das Helene erst jetzt kennenlernt, ist Constantins schöne Schwester Wéra. Wéra war auf Reisen, und man sagt, die Eltern haben sie absichtlich aus Moskau fortgeschafft, um sie von einem Liebhaber zu trennen. Jetzt wird sie Helenes Freundin.
Sehr zu Helenes Überraschung erscheint als Gast im Hause der Branikows auch Alexis Hirschfeldt. Helene entdeckt, dass er tatsächlich ein alter Bekannter ist: Am Dresdener Konservatorium hatten sie, Alexis und dessen Schwester zusammen studiert. Nachdem Helene Alexis wegen seiner schlechten Reputation anfangs auszuweicht, obsiegt in ihr bald doch die Verliebtheit und die Vertrautheit, die daraus entsteht, dass er sich mit ihr in ihrer deutschen Muttersprache unterhält. Der nächste Dämpfer auf ihre Verliebtheit lässt freilich nicht lange auf sich warten: Alexis vertraut ihr an, dass er und Wéra Adrianoff sich lieben.
Als Berufsmusiker und Sohn eines getauften Juden steht Alexis sozial allerdings weit unter Wéra, sodass ihre Liebe ein Problem ist und geheim gehalten werden muss. Da das Haus der Branikows, in dem Zenaïde Petrowna immer wieder musikalische Soiréen veranstaltet, einer der wenigen Orte ist, an denen die Liebenden sich begegnen können, bittet Alexis Helene, seine und Wéras Verbündete zu werden.
Obwohl sie weiß, dass sie das ihre Stellung kosten kann, willigt Helene ein und fungiert zwischen den Liebenden als Botin. Die Situation verschärft sich, als es heißt, dass Wéra mit einem anderen Mann verheiratet werden soll. Zu Helenes Unverständnis beginnt Alexis dann, mit Olga Nikolajewna, der Gouvernante, heftig zu flirten. Olga ahnt von dem Liebesverhältnis und findet für ihren Verdacht während einer vorgetäuschten Ohnmacht Bestätigung. Noch mehr ist Helene verwirrt, als Alexis ihr, Helene, als sie in der Vorweihnachtszeit gemeinsamen einen deutschen Tannenbaum schmücken, leidenschaftlich die Hand küsst.
Olga spioniert weiter und fängt einen Brief Wéras an Helene ab, in dem sie der Freundin von der Verzweiflung über ihre unmögliche Liebe zu Alexis schreibt. Zenaïde Petrowna, an die Olga den Brief weiterreicht, entzieht Alexis daraufhin ihre Protektion. Später fällt Zenaïde Petrowna Olga allerdings ihrerseits zum Opfer, denn die Gouvernante wird die Geliebte des Herrn des Hauses.
Wéra unternimmt einen Selbstmordversuch (nach einem Ball geht sie verschwitzt leicht bekleidet in die Kälte hinaus), in dessen Folge sie lebensbedrohlich erkrankt, ihre Liebe aufzugeben beschließt und sich ihrem Bruder Constantin anvertraut. Constantin sucht dann Alexis auf, um die Herausgabe von Wéras Liebesbriefen zu erbitten. Zu Alexis’ Verblüffung droht Constantin keineswegs, ihm, Alexis, Gewalt zuzufügen; vielmehr will Constantin, falls Alexis seinem Wunsch nicht entspricht, sich selbst eine Kugel in den Kopf schießen. Bereitwillig übergibt Alexis die Briefe, die die beiden Männer dann auch gleich verbrennen. Dankbar weiht Constantin Alexis in das Geheimnis ein, das seine Familie streng hüten muss: Sein und Wéras Vater, der polnischstämmige General Adrianoff, war in den Januaraufstand verwickelt. Oberst Luschikoff, der die Sache im Auftrag des Zaren aufklären soll, weiß von der Beteiligung des Generals, liebt aber Wéra und verspricht zu schweigen, wenn er Wéra zur Frau bekommt.
Alexis kündigt Helene an, dass er Woronesch bald verlassen wird. Auch Helene, die wie erwartet Zenaïde Petrownas Freundschaft inzwischen verloren hat, will nicht bleiben und gibt Alexis die Kontaktdaten eines Moskauer Landsmanns, Bamberger, über den sie künftig zu erreichen sein wird.

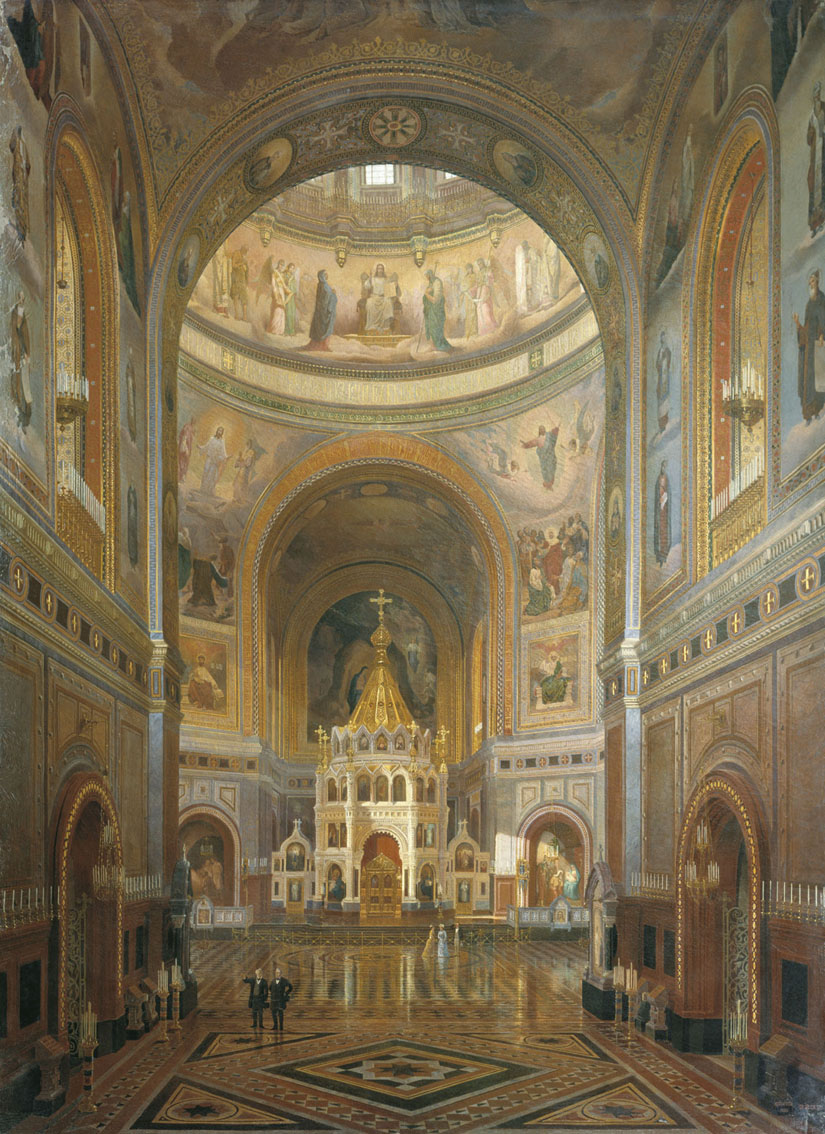
In der Moskauer Christ-Erlöser-Kirche sehen Helene und Alexis sich am Ostertage wieder.

In Moskau, wo Helene bei Bamberger und seiner Frau warme Aufnahme findet, entdeckt sie am Ostertage Alexis unter den Gläubigen in der Kirche. Sie ist enttäuscht, dass er Bamberger nicht kontaktiert hat, und bereits im Begriff, einer Einladung ihres Bruders nach Köln Folge zu leisten, als Alexis sie doch noch aufsucht. Alexis macht ihr eine Liebeserklärung und gesteht, dass er schon nach seiner ersten Begegnung mit Helene an seiner Liebe zu Wéra zu zweifeln begonnen habe.
Helene und Alexis heiraten und lassen sich in Köln nieder, wo sie beide großen künstlerischen Erfolg haben. In Moskau nimmt Wéra sich einen Liebhaber, der von ihrem Mann im Duell erschossen wird.

## Ausgaben (Auswahl)
- Helene. Tagebuchblätter aus dem russischen Salonleben. Kröner, Stuttgart (1881/1882).